# Mananti Sosa Julu
Mananti Sosa Julu is een bestuurslaag in het regentschap Padang Lawas van de provincie Noord-Sumatra, Indonesië. Mananti Sosa Julu telt 239 inwoners (volkstelling 2010).